# ديفيد هيل (لاعب كرة قدم أمريكية)
ديفيد هيل (بالإنجليزية: David Hill)‏ هو لاعب كرة قدم أمريكية أمريكي، ولد في 28 يوليو 1977 في هايدلبرغ في ألمانيا.